# Kościół św. Jadwigi Śląskiej w Starej Białej
Kościół św. Jadwigi Śląskiej w Starej Białej – świątynia w diecezji płockiej, w dekanacie płockim zachodnim.

## Historia
Parafia w Białej powstała prawdopodobnie już w XII w. Pierwsza wzmianka o kościele pochodzi z 1383 W 1596 miała miejsce renowacja erekcji parafii. Nowy drewniany kościół wzniesiono w 1636. Kilka lat później w 1643 r. dobudowano murowaną kaplicę i zakrystię. W takim stanie świątynia przetrwała do końca XIX wieku
W latach 1877 – 1879 wybudowano nowy, obecnie istniejący kościół, według projektu Martyna de Guare, z fundacji Stanisława Piwnickiego, właściciela Srebrnej. Świątynię konsekrował w 1889 biskup pomocniczy diecezji płockiej Henryk Kossowski. Malowidła ścienne wykonano w 1933, według projektu Władysława Drapiewskiego. Gruntowny remont świątyni miał miejsce w 1975.

## Wyposażenie
Spośród zabytków sztuki sakralnej na uwagę zasługuje znajdujący się w prezbiterium krucyfiks późnogotycki z pierwszej połowy XVI w., oraz organy z końca XIX w. firmy Leopolda Blomberga z Warszawy.

## Otoczenie
Na elewacji wejściowej umieszczona jest tablica pamiątkowa ku czci poległych w wojnie z bolszewikami. Przy kościele stoi rzeźba Chrystusa dźwigającego krzyż umieszczona na niewielkim kopcu, wyobrażenie orła polskiego (metaloplastyka) oraz figura fundacyjna św. Jadwigi Śląskiej.